# Sainte-Lucie-de-Beauregard
Sainte-Lucie-de-Beauregard è un comune del Canada, situato nella provincia del Québec, nella regione di Chaudière-Appalaches.